# Лиола (Пенсилванија)
Лиола (енгл. Leola) насељено је место без административног статуса у америчкој савезној држави Пенсилванија.

## Демографија
По попису из 2010. године број становника је 7.214, што је 589 (8,9%) становника више него 2000. године.
| Група             | 2000.         | 2010.         |
| Белци             | 5.863 (88,5%) | 6.159 (85,4%) |
| Афроамериканци    | 99 (1,5%)     | 117 (1,6%)    |
| Азијати           | 309 (4,7%)    | 346 (4,8%)    |
| Хиспаноамериканци | 262 (4,0%)    | 539 (7,5%)    |
| Укупно            | 6.625         | 7.214         |